# Смоленська духовна семінарія
Смоленська духовна семінарія — середній духовний навчальний заклад Відомства православного сповідання Російської імперії, що готував православних священнослужителів. Розташовувалася в місті Смоленськ.
Розграбований та закритий більшовицьким режимом в 1918 році.

## Історія
Початок семінарії було покладено в 1728 році стараннями українського релігійного діяча єпископа Смоленського і Дорогобужського Гедеона Вишневського на основі відкритої ще одним українцем митрополитом Дорофеєм Короткевичем архієрейської школи.
Розташовувалась семінарія на території Аврааміївського монастиря (від місцезнаходження часто називалася Авраамієвська школа та Авраамієвська семінарія), а потім переведена в спеціально побудовану будівлю на Спаській вулиці. Готувала священнослужителів, вчителів для духовних і світських шкіл та училищ.
Пограбована та закрита після захоплення влади більшовиками 1 жовтня 1918.

## Ректори
- Варфоломій Любарський (1741–1746)
- Варлаам Іваницький (1746–1778)
- Костянтин Соколовський (1778–1785)
- архімандрит Петро (1785–1791)
- архімандрит Аполлоній (1792-?)
- Павло Саббатовський (1809–1817)
- Сильвестр Цвєтков (1817–1821)
- Михайло Добров (1821–1823)
- Інокентій Александров (1823–1832)
- Лєонід Зарецький (6 квітня 1832–1836)
- Полікарп Радкевич (1836–1843)
- Йосиф Позднишев (1846–1850)
- Фотій Щіревскій (25 вересня 1850–1858)
- Павло Лебедєв (1861–1866)
- Нестор Метанієв (1866–1867)
- протоієрей Данило Лебедєв (1877–1884)
- Іоанникій Казанський (1884)
- Миколай Налімов (1886–1889)
- Аліпій Попов (1901–1904)
- Сильвестр (Братановський) (1904–1906)
- Досифей Протопопов (1906–1909)
- Елевферій Богоявленський (1909–1911)
- Даміан Воскресенський (1911–1918)